# Balassagyarmat autóbusz-állomás
Balassagyarmat autóbusz-állomás a város helyi és helyközi autóbusz-állomása. Néhány helyi járat mellett innen indulnak regionális buszok a megye több településére, és a megyén kívül a budapesti Újpest-Városkapuba, Vácra, Gyöngyösre és Hatvanba.

## Története
Balassagyarmaton az autóbusz-állomás egészen 2007-ig a városháza mögött helyezkedett el. Ez a belvárosi elhelyezkedése igencsak hátrányos volt, mert rendszeresen közlekedő helyközi és távolsági autóbuszok dugót és zajt okoztak, ezért az ezredforduló előtt már voltak elképzelések az állomás kiköltöztetésére. Terv volt közvetlenül a vasútállomásra, a raktárépületek helyére áthelyezni, így egy nagyobb közlekedési gócpont jött volna létre a városban. Más tervben a vasúttól nem messze, a Kossuth Lajos út laktanyával szemközti telkén kapott volna helyet. A 2001-es Általános Rendezési Tervben azonban egy harmadik helyszínt jelöltek meg az épület helyéül, az Ipoly-partot. Az építkezés megkezdése előtt egy problémába ütköztek: 1999-ben a szlovák–magyar államközi egyezménnyel Magyarországhoz csatolták az Ipoly egykori medre és a folyó szabályzás utáni medre közötti rétet. Erre a rétre került volna az autóbusz-állomás, de csak 2005-ben csatolták a városhoz a Kincstári Vagyoni Igazgatósággal, illetve a Nemzeti Földalappal megtörtént tárgyalások után. A tereprendezés még 2005-ben megkezdődtek, átadást 2006-ra várták, de csak egy évvel rá, 2007-ben adhatták át az utazóközönség számára. Az autóbusz-állomás és a vasútállomás közötti összeköttetést az önkormányzat helyi járatokkal oldotta meg, ezek a járatok közül máig csak kettő közlekedik. A régi, Madách utcai váróterem máig üresen áll, a városvezetés még nem hasznosította.

## Jellemzői
A középső épületben kap helyet a váróterem, a jegypénztárak, a mosdók és az irányítóterem. Ezt 16 kocsiállás veszi körbe dinamikus megállóhelyi táblákkal felszerelve. Ezen felül egy buszparkoló építésére is sor került, ahol 10-15 busz tud parkolni. Az autóbusz-állomás el lett látva még hangos utastájékoztatással és B+R kerékpártárolókkal is.

## Képek

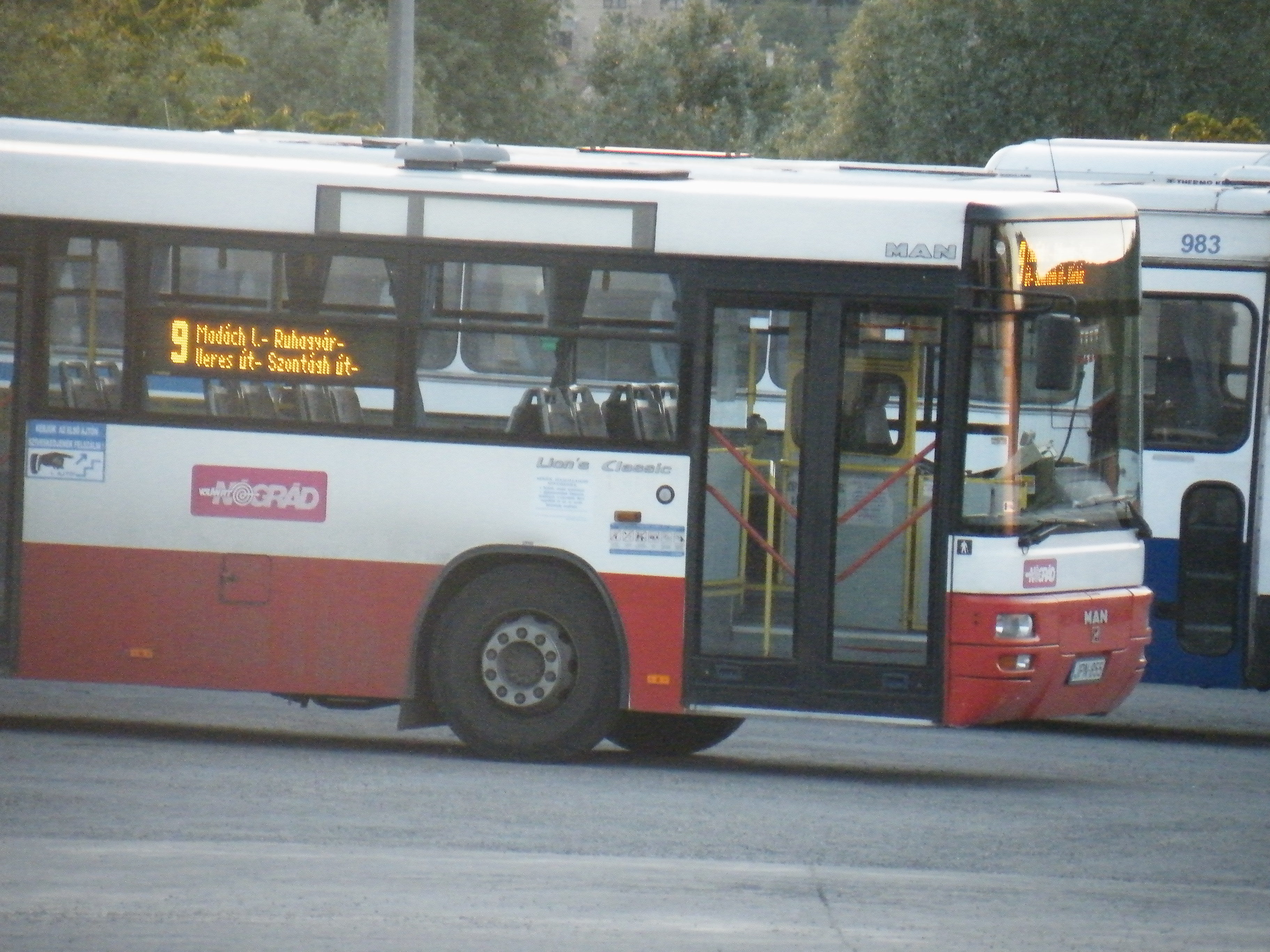
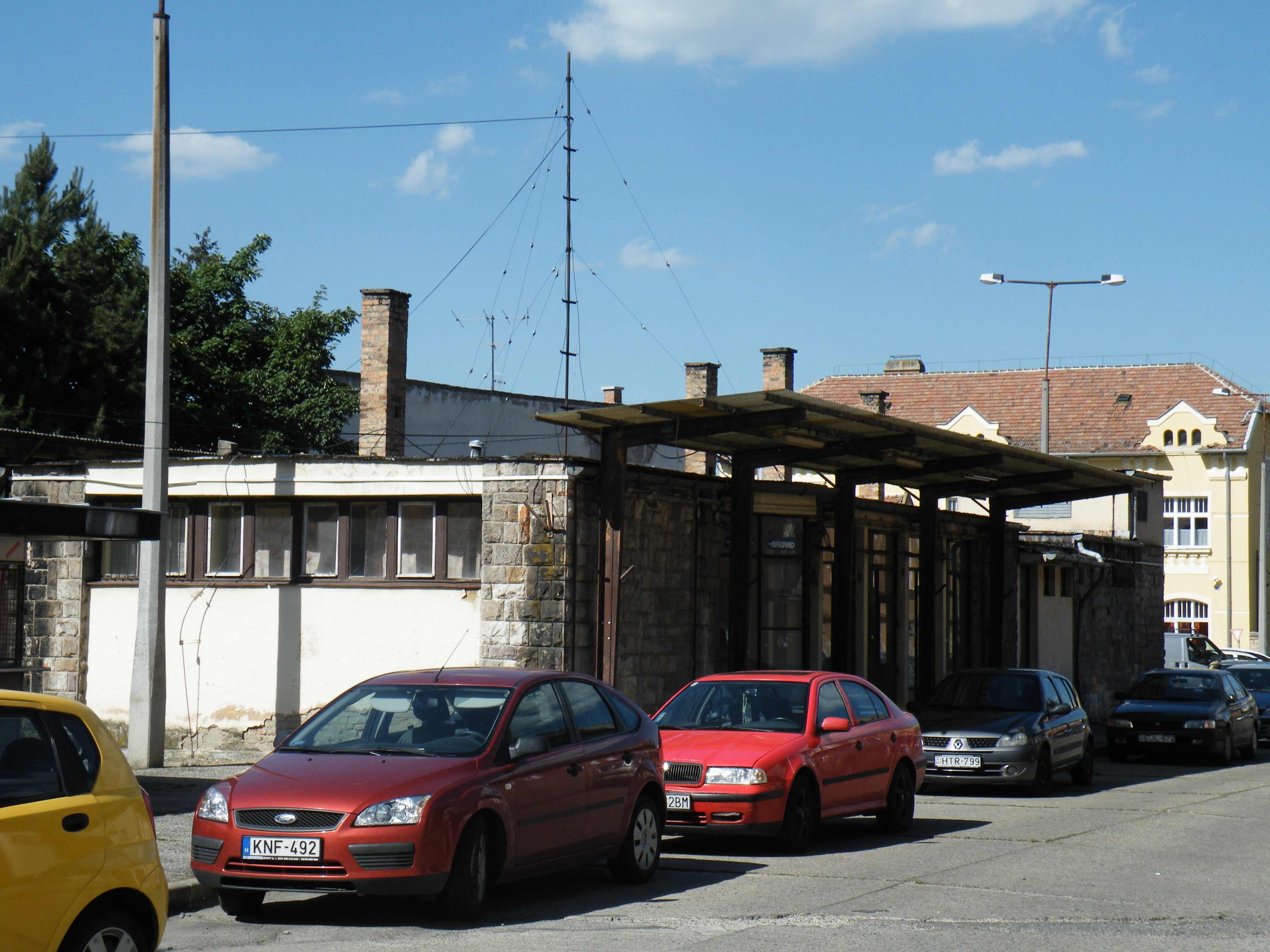
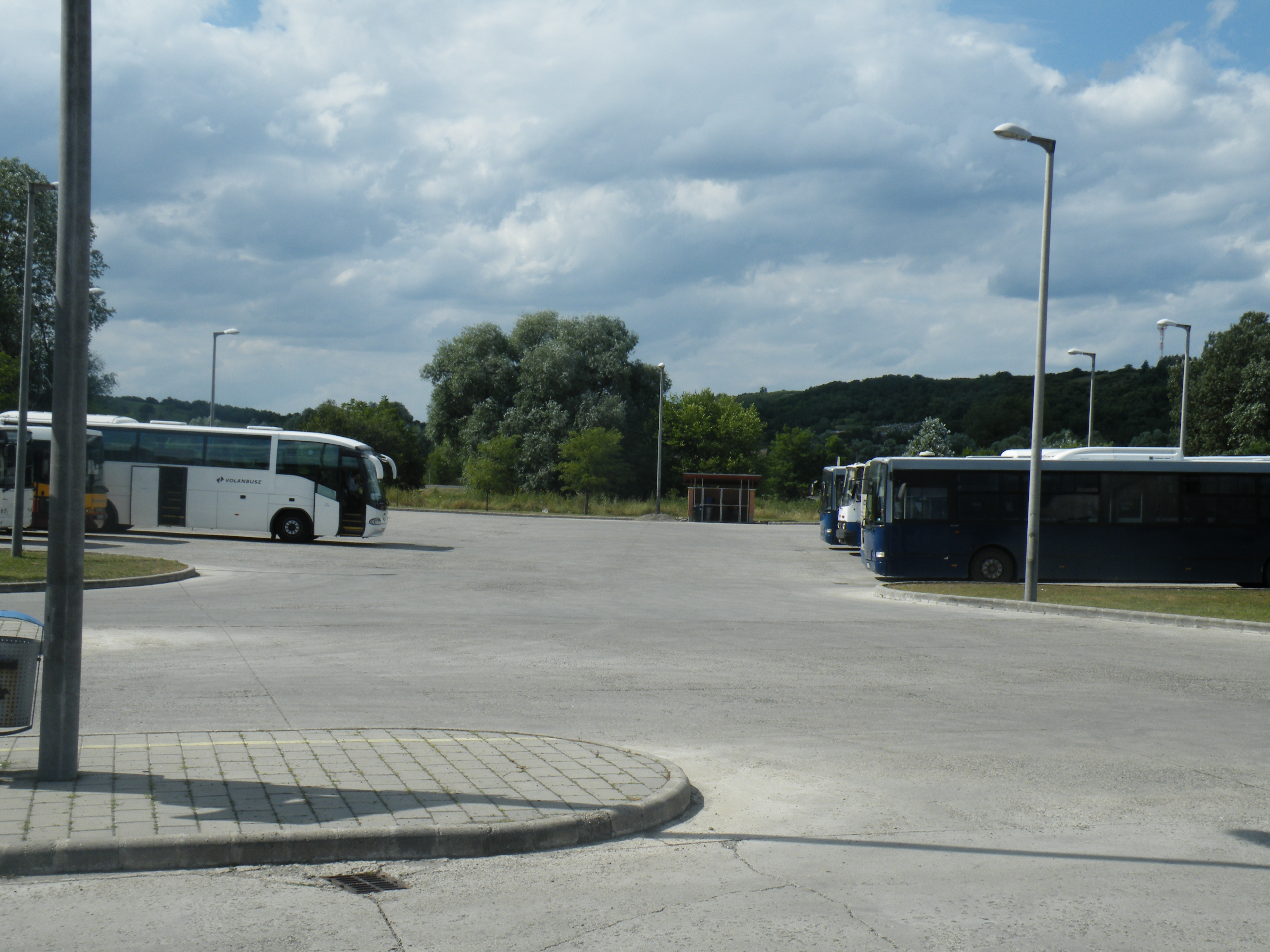
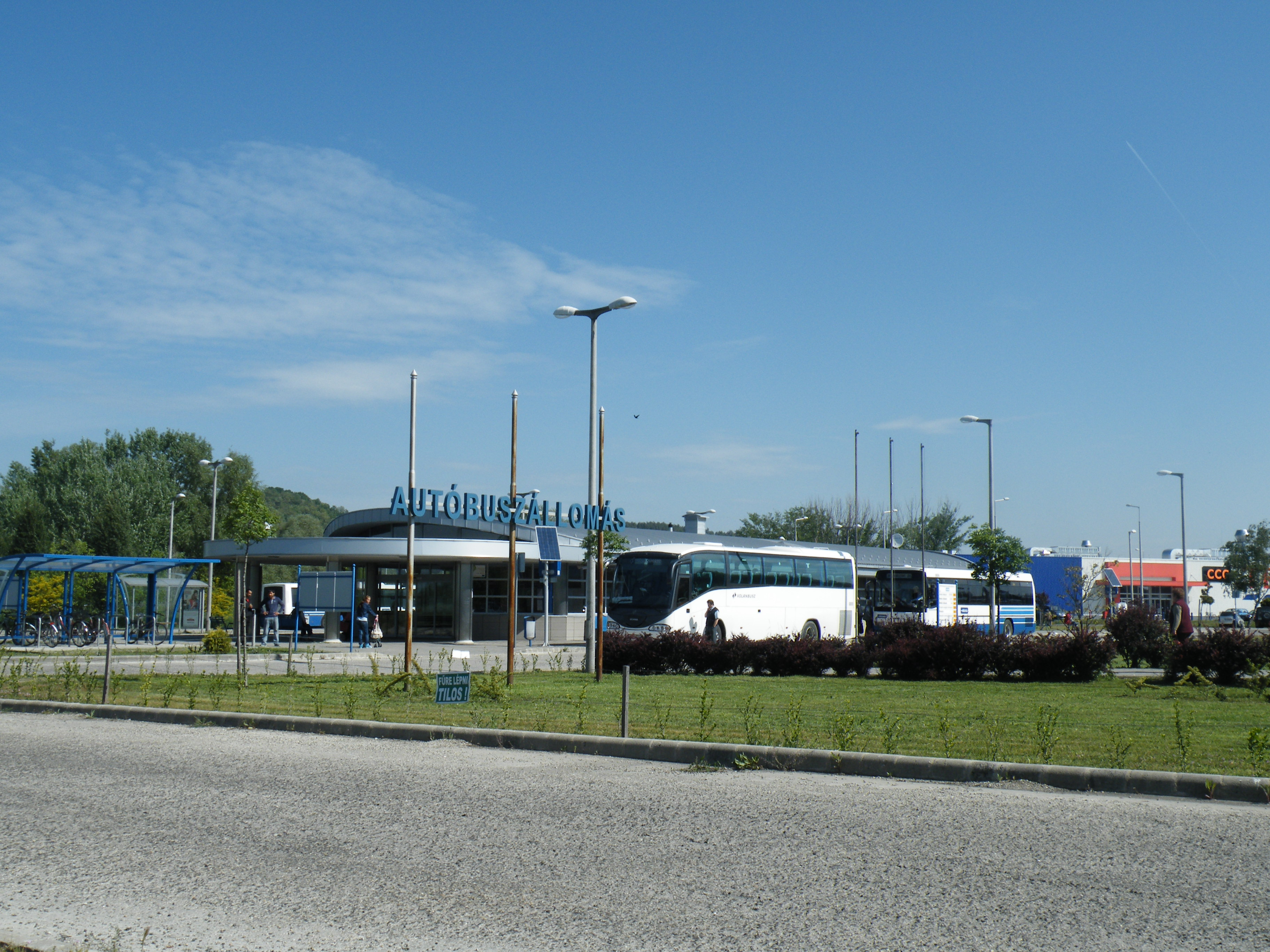

## Megközelíthetősége
Helyi járatok
 2C, 4, 6, 6A, 8, 8A, 9A, 9B, 3314
Helyközi járatok
 460
 1010, 1011, 1012, 1013, 1306, 3080, 3081, 3305, 3312, 3313, 3322, 3341, 3344

## Külső hivatkozások
- Beszélő buszok Nógrádban (magyar nyelven). Indóház Online, 2012. január 17. (Hozzáférés: 2016. augusztus 10.)